# 화계서원
화계사라고도 한다. 임진왜란당시 유림의 상징이었던 향교의 오성위패를 왜구의 화마로부터 벗어나기 위해 8년간 보존했던 유림 돈암 손기남(遯巖 孫 起南 또는 손돈암)의 업적을 기리기 위하여 1726년 (영조2)에 경북 군위군 의흥면 금양리에 창건되었으나 1868년(고종 5)에 흥선대원군의 서원 철폐령으로 훼철되었고 현재는 그 터만 남아있다.
1897년(광무1년 丁酉) 서원 철폐로 인해 손기남의 업적이 잊혀지는 것을 안타까워했던 당시 의흥군수(義興郡守)였던 신 태철(申 泰哲)이 숭덕사(崇德祠)로 개칭하여 복원시켰다. 현재 생존해있는 밀양손씨 후손들의 구전에 의하면 대원군의 서원 철폐당시 집집마다 화계서원의 주요목재(기둥과 대들보 및 석가래등)를 감추어 두었다가 숭덕사(崇德祠)와 모성당(慕聖堂) 복원시 사용했다고 한다. 현재 밀양손씨 (密陽孫氏) 돈암공파(遯巖公派) 종중에서 소유와 관리를 맡고 있으며 매년 음력 3월 첫째 일요일에 향사를 지낸다.